# Tempio di Domu de Orgia
Il tempio di Domu de Orgia o Domu 'e Urxia ("la casa di Orgia" in lingua italiana) è un importante sito archeologico nuragico situato in territorio di Esterzili, nella città metropolitana di Cagliari.

## Descrizione
Il tempio, situato a più di 1000 metri di altitudine, è del tipo a megaron ed è il più grande di questa tipologia fra quelli presenti nell'isola. Racchiuso in un recinto sacro di forma ellittica, l'edificio è costruito con blocchi di scisto. Il tempio ha una pianta rettangolare di circa 10x20 metri e si compone di due camere precedute da un vestibolo in antis.
Gli scavi, che hanno riportato alla luce diversi bronzetti, hanno permesso di datare il complesso alla seconda metà del II millennio a.C. con frequentazioni fino all'epoca romana.

## Galleria d'immagini

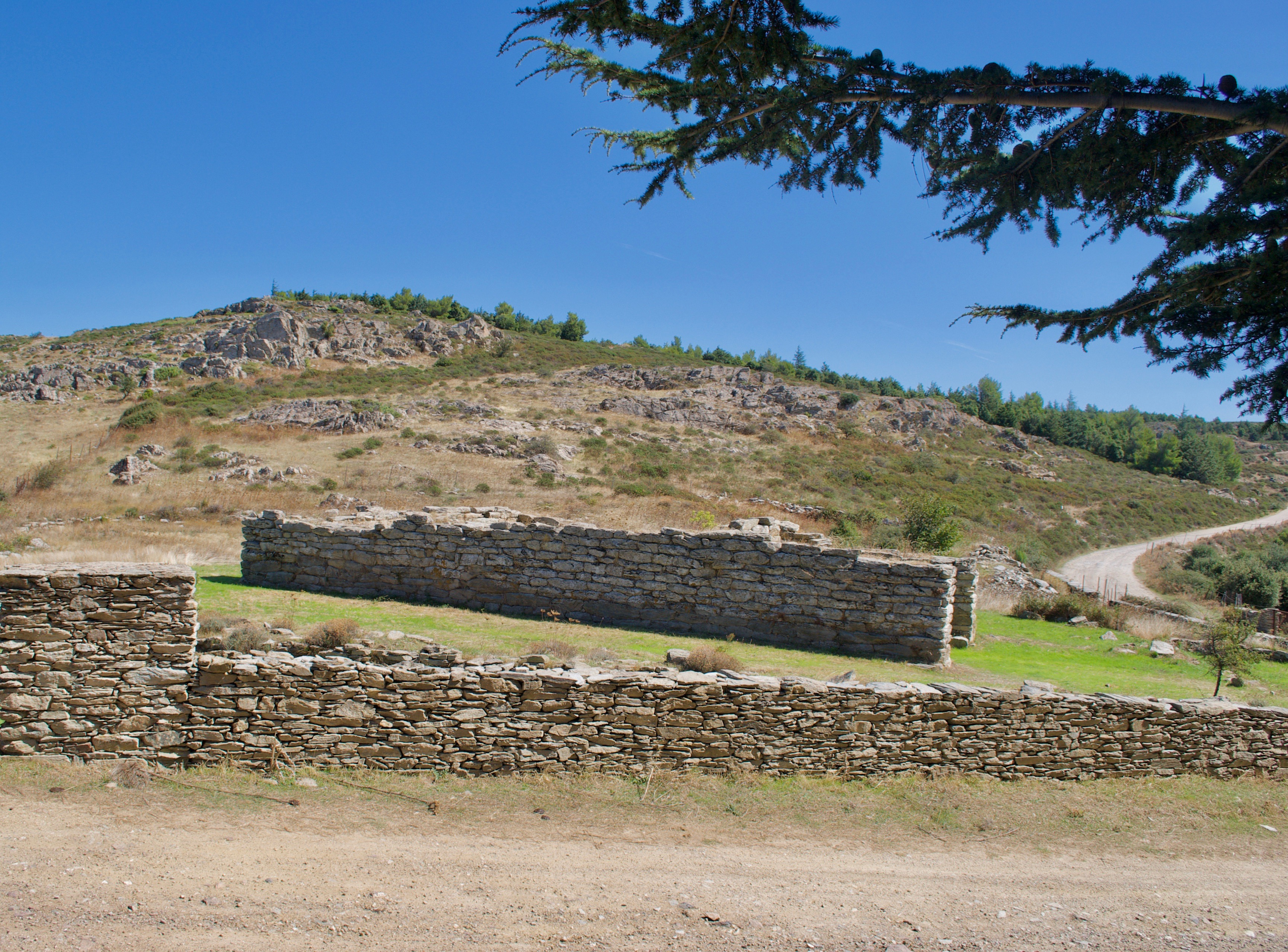
Vista laterale
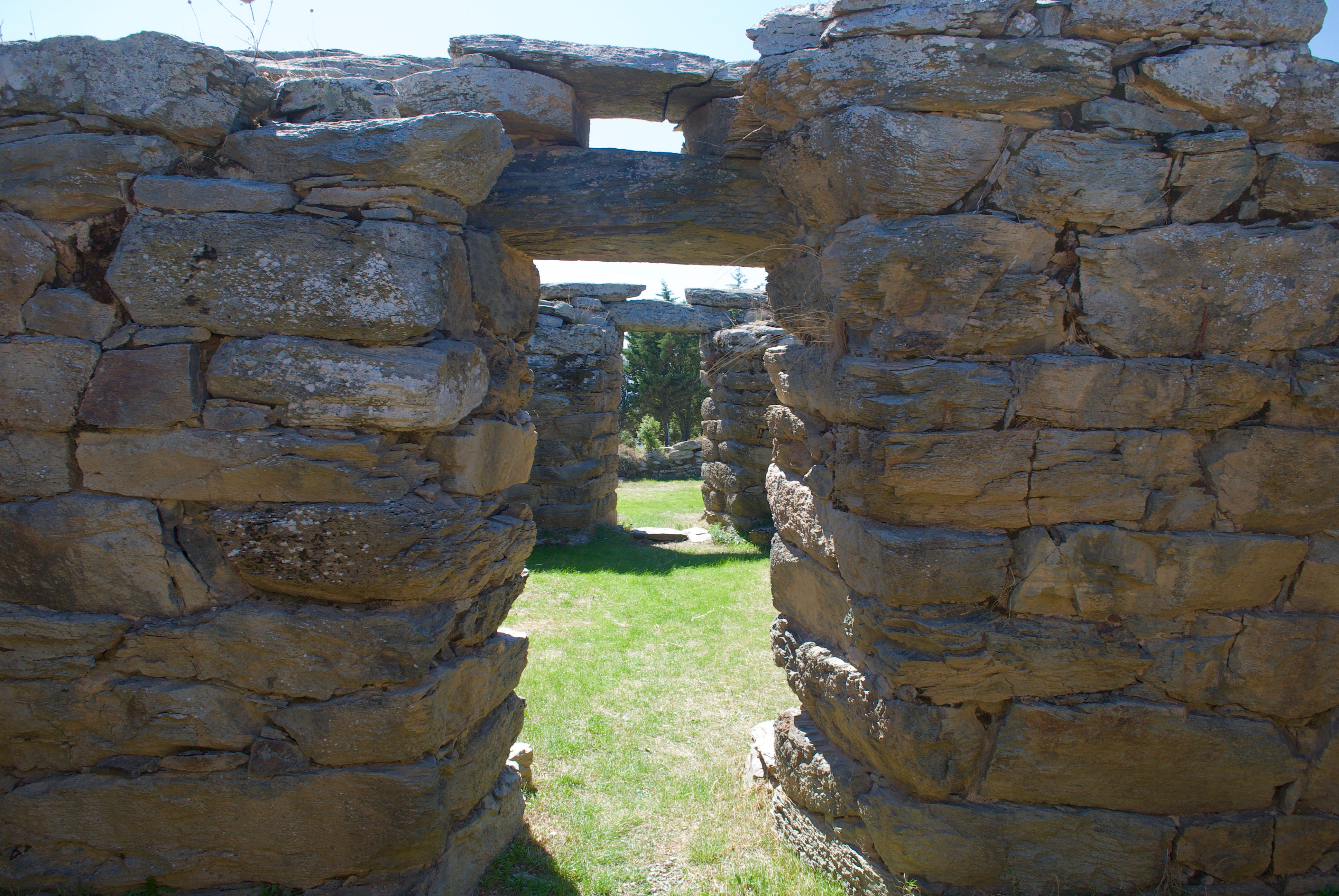
Camere